# IC 1360
IC 1360 ist eine Spiralgalaxie vom Hubble-Typ S im Sternbild Füllen nördlich der Ekliptik. Sie ist schätzungsweise 387 Millionen Lichtjahre von der Milchstraße entfernt.
Das Objekt wurde am 19. August 1893 von Stéphane Javelle entdeckt.